# Cubani in Italia
La presenza di cubani in Italia risale agli anni '90.
Nel 2021 c'erano circa 22 958 immigrati regolari da Cuba in Italia. Nel 2006 erano 14 000. Buona parte di loro è sposata a cittadini italiani.
Le tre città di maggiore concentrazione dei cubani in Italia sono Roma (1491), Milano (635) e Torino (424).